# Bobby Shew
Bobby Shew (4 de marzo de 1941)  es un trompetista y fliscorno de jazz estadounidense.

## Biografía
Nació en Albuquerque, Nuevo México.  Después de dejar la universidad en 1960, fue reclutado por el ejército de los Estados Unidos, tocó la trompeta y realizó una gira con la banda de fuerzas conjuntas NORAD estacionada en Colorado Springs. Después de dejar el ejército, se unió a la banda de Tommy Dorsey y luego tocó con la banda de Woody Herman y luego con Buddy Rich a mediados y finales de la década de 1960.  Fue trompetista en la banda de Tom Jones mientras estaba en Las Vegas y aparece en su álbum en vivo de 1971 Live at Caesar's Palace.  En 1972, Shew se mudó de Las Vegas a Los Ángeles, donde trabajó mucho en el estudio y tocó con algunas de las grandes bandas más importantes de la época hasta finales de la década de 1970: Akiyoshi/Tabackin, Louis Bellson, Maynard Ferguson y otros.   Además de tocar en varias grabaciones notables de big band a partir de la década de 1960, Shew grabó varios álbumes como líder, comenzando con Debut en 1978.
Ha sido mentor de músicos de jazz en Nuevo México y ha dirigido la Orquesta de Jazz de Albuquerque. Ha impartido un taller de dos semanas para estudiantes de secundaria en el Skidmore Summer Jazz Institute en Saratoga Springs, Nueva York. Shew también actúa y enseña en todo el mundo, incluida una residencia de dos semanas en la Universidad de Música de Graz en Austria en 2017. Ha enseñado en las principales escuelas de música europeas en Austria, Alemania, Países Bajos, Suiza y también en Canadá.

## Discografía

### Como líder
- Debut (Disco Mate, 1978)
- Outstanding In His Field (Inner City, 1979)
- Class Reunion (Sutra, 1980)
- Play Song (Jazz Hounds, 1981)
- Telepathy (Jazz Hounds, 1982)
- Shewhorn (Pausa, 1983)
- Trumpets No End (Delos 1983) – con Chuck Findley
- Round Midnight (MoPro, 1984)
- Breakfast Wine (Pausa, 1985)
- Aim For The Heart (Gateway, 1987) – con the Wigan Youth Jazz Orchestra
- Metropole Orchestra (Mons, 1988)
- Tribute to the Masters (Double-Time Records, 1995)
- Heavyweights (MAMA, 1996) – con Carl Fontana
- Playing With Fire (MAMA, 1997)
- Salsa Caliente (MAMA, 1998)
- The Music of John Harmon (Sea Breeze, 2001)
- Play Music of Reed Kottler (Torii, 2002) – con Gary Foster "and friends"
- Live in Switzerland (TCB, 2003) – Bobby Shew / George Robert Quintet
- I Can't Say No (Four Leaf Clover, 2003)
- One in a Million (Sea Breeze, 2004) – grabado en 1990 con The Groovin' High Big Band / Peter Fleischhauer
- Cancaos Do Amor (Torii, 2007)
- LIVE 1983 (UF School of Music, 2015) - grabado en1983 con University of Florida Jazz Band - dirigido por Gary Langford

### Como acompañante
Con Luis Bellson
- The Louis Bellson Explosion (Pablo, 1975)

Con Carmen McRae
- Can't Hide Love (Blue Note, 1976)

Con Rodger Fox Big Band
- Heavy Company (Circular, 1981)[6]

Con Gerald Wilson
- State Street Sweet (MAMA, 1995)

## Honores
- Sobresaliente en su campo - Nominación al Grammy (1980) [7]